# Bersteland
Bersteland är en kommun och ort i Landkreis Dahme-Spreewald i förbundslandet Brandenburg i Tyskland. Kommunen bildades den 1 februari 2002 genom en sammanslagning av de tidigare kommunerna Freiwalde, Niewitz och Reichwalde. Kommunen ingår i kommunalförbundet Amt Unterspreewald.